# Хуан Карлос Ферреро
Хуа́н Ка́рлос Ферре́ро Дона́т (ісп. Juan Carlos Ferrero Donat, *12 лютого 1980, Онтеньєнте, Іспанія) — іспанський тенісист-професіонал, колишня перша ракетка світу ATP.

## Досягнення
Статус професіонала отримал у 1998. Виграв 11 турнірів ATP (у тому числі 1 турнір Великого Шолому та 4 турніри серії Мастерс) у одиночному розряді.
Найкращі результати в турнірах «Великого шолому»:
- Чемпіон Чемпіонату Франції (2003) в одиночному розряді.
- Фіналіст Відкритого чемпіонату США (2003) в одиночному розряді.
- Півфіналіст Відкритого чемпіонату Австралії (2004) в одиночному розряді.

Фіналіст Кубка Мастерс (2002).
Дворазовий володар Кубок Девіса (2000 та 2004) в складі збірної Іспанії.
Перша ракетка світу з 8 вересня 2003 і впродовж 8 тижнів.

## Загальна статистика

### Часова шкала результатів на турнірах Великого шлему
| W | Ф | ПФ | ЧФ | #Р | КТ | К# | DNQ | A | NH |

| Турнір                                 | 1999 | 2000 | 2001 | 2002 | 2003 | 2004 | 2005 | 2006 | 2007 | 2008 | 2009 | 2010 | 2011 | 2012 | SR     | В-П   |
| -------------------------------------- | ---- | ---- | ---- | ---- | ---- | ---- | ---- | ---- | ---- | ---- | ---- | ---- | ---- | ---- | ------ | ----- |
| Відкритий чемпіонат Австралії з тенісу |      | 3р   | 2р   |      | ЧФ   | ПФ   | 3р   | 3р   | 2р   | 4р   | 1р   | 1р   |      | 1р   | 0 / 11 | 20–11 |
| Відкритий чемпіонат Франції з тенісу   | К1р  | ПФ   | ПФ   | Ф    | 2003 | 2р   | 3р   | 3р   | 3р   | 1р   | 2р   | 3р   |      | 2р   | 1 / 12 | 34–11 |
| Вімблдонський турнір                   |      |      | 3р   | 2р   | 4р   | 3р   | 4р   | 3р   | ЧФ   | 2р   | ЧФ   | 1р   |      | 1р   | 0 / 11 | 22–11 |
| Відкритий чемпіонат США з тенісу       | 1р   | 4р   | 3р   | 3р   | Ф    | 2р   | 1р   | 2р   | 1р   |      | 4р   | 3р   | 4р   |      | 0 / 12 | 23–12 |
| В-П                                    | 0–1  | 10–3 | 10–4 | 9–3  | 20–3 | 9–4  | 7–4  | 7–4  | 7–4  | 4–3  | 8–4  | 4–4  | 3–1  | 1–2  | 1 / 45 | 99–44 |

### Фінали на турнірах Великого шлему: 3 (1–2)
| Результат | Рік  | Турнір                               | Покриття | Суперник       | Рахунок            |
| --------- | ---- | ------------------------------------ | -------- | -------------- | ------------------ |
| Поразка   | 2002 | Відкритий чемпіонат Франції з тенісу | Ґрунт    | Альберт Коста  | 1–6, 0–6, 6–4, 3–6 |
| Перемога  | 2003 | Відкритий чемпіонат Франції          | Ґрунт    | Мартін Веркерк | 6–1, 6–3, 6–2      |
| Поразка   | 2003 | Відкритий чемпіонат США з тенісу     | Тверде   | Енді Роддік    | 3–6, 6–7(2–7), 3–6 |